# Fritz Rudolf Uebe
Fritz Rudolf Uebe (* 12. Februar 1889 in Köthen; † 2. Juni 1927 in Münster) war ein deutscher Kunsthistoriker.

## Leben
Fritz Rudolf Uebe, Sohn des Köthener Hofkürschners Friedrich Uebe, besuchte das Ludwigsgymnasium in Koethen und studierte von 1908 bis 1912 Kunstgeschichte, Geschichte und Volkskunde an den Universitäten Leipzig, Freiburg und München. Nach seiner Promotion am 17. November 1913 in Leipzig bei August Schmarsow wurde er 1913 Volontär an den Berliner Museen, kurz darauf allerdings zum Kriegsdienst eingezogen. Er wurde mehrfach verwundet (Gasvergiftungen) und erhielt das Eiserne Kreuz 2. und 1. Klasse. 1920 wurde er Direktorialassistent am Landesmuseum der Provinz Westfalen in Münster unter Max Geisberg. Hier war er u. a. für die volkskundliche Sammlung verantwortlich und begann mit dem Aufbau einer Sammlung von Plakaten. 1923/24 verbrachte er aufgrund seines Lungendefekts im Sanatorium in Davos, 1925 wurde er Kurator am Landesmuseum. 1927 starb er an den Folgen seiner Gasvergiftungen.
Er beschäftigte sich sowohl wissenschaftlich wie als Sammler mit Gebrauchsgraphik und Plakaten, einen Teil seiner Sammlung erwarb das Landesmuseum in Münster.

## Veröffentlichungen (Auswahl)
- Skulpturennachahmung auf den niederländischen Altargemälden des 15. Jahrhunderts. Both, Köthen 1913 (Dissertation, mit Lebenslauf).
- Westfalen (= Deutsche Volkskunst 9). Böhlau, Weimar 1927 (Digitalisat).
- Die Sammlung angewandter Graphik (= Handbücher der Reklamekunst 1). Verlag Das Plakat, Berlin-Charlottenburg 1919 (Digitalisat).
- Künstlerzeichen. Zusammenstellung von 456 Zeichen deutscher und ausländischer Reklamekünstler (= Handbücher der Reklamekunst 2). Verlag Das Plakat, Berlin-Charlottenburg 1919.
- Deutsche Bauernmöbel. Ein Überblick für Sammler und Liebhaber (= Bibliothek für Kunst- und Antiquitätensammler 23). Schmidt, Berlin 1924.